# Ladyginia bucharica
Ladyginia bucharica är en flockblommig växtart som beskrevs av Vladimir Ippolitovich Lipsky. Ladyginia bucharica ingår i släktet Ladyginia och familjen flockblommiga växter. Inga underarter finns listade i Catalogue of Life.